# Clarendon (Texas)
Clarendon ist eine Stadt im US-Bundesstaat Texas in den Vereinigten Staaten und der Verwaltungssitz des Donley County. Die Einwohnerzahl lag 2020 bei 1877. Clarendon liegt am U.S. Highway 287 im Texas Panhandle, 60 Meilen (97 km) östlich von Amarillo.

## Geschichte
Vor der Entstehung von Amarillo war Clarendon zusammen mit Mobeetie im Wheeler County und Tascosa im Oldham County eine der drei ursprünglichen Siedlungen im Panhandle. Clarendon wurde 1878 gegründet und wurde verlegt, nachdem der Ort von der Fort Worth and Denver Railroad umgangen worden war. Der Stadtgründer war der methodistische Geistliche L. H. Carhart.

## Demografie
Nach der Volkszählung von 2020 leben in Clarendon 1877 Menschen. Die Bevölkerung teilt sich auf in 77,1 % Weiße, 8,8 % Afroamerikaner, 1,0 % amerikanische Ureinwohner, 0,4 % Asiaten und 9,0 % mit zwei oder mehr Ethnizitäten. Hispanics oder Latinos aller Ethnien machten 11,9 % der Bevölkerung von Clarendon aus.
| Jahr | Einwohner 1 |
| ---- | ----------- |
| 1950 | 2577        |
| 1960 | 2172        |
| 1970 | 1974        |
| 1980 | 2220        |
| 1990 | 2067        |
| 2000 | 1974        |
| 2010 | 2026        |
| 2020 | 1877        |